# Вајола (Тенеси)
Вајола (енгл. Viola) град је у америчкој савезној држави Тенеси.

## Демографија
По попису из 2010. године број становника је 131, што је 2 (1,6%) становника више него 2000. године.
| Група             | 2000.       | 2010.       |
| Белци             | 108 (83,7%) | 112 (85,5%) |
| Афроамериканци    | 5 (3,9%)    | 8 (6,1%)    |
| Азијати           | 0 (0,0%)    | 0 (0,0%)    |
| Хиспаноамериканци | 8 (6,2%)    | 10 (7,6%)   |
| Укупно            | 129         | 131         |